# Gottfried Schatz
Gottfried Schatz (18 de agosto de 1936 - 1 de outubro de 2015) era um bioquímico suíço-austríaco.

## Vida e carreira
Schatz nasceu em Strem. Após obter seu doutorado em química e bioquímica na Universidade de Graz (Áustria), ele fez pós-doutorado na Universidade de Viena e no "Instituto de Saúde Pública" de Nova Iorque. Em 1968, ele emigrou para os EUA para assumir um cargo de professor da Universidade Cornell em Ithaca, Nova York. Seis anos depois, ele retornou à Europa para ingressar no recém-criado Biozentrum na Universidade de Basileia, que presidiu de 1983 a 1985. De 1984 a 1989, foi Secretário Geral da Organização Europeia de Biologia Molecular (EMBO). Após sua aposentadoria em 2000, ele presidiu o Swiss Science and Technology Council (SSTC) até 2003. Ele é autor de mais de 200 publicações profissionais, bem como de dois livros de ensaios sobre as implicações mais amplas da ciência. Sua autobiografia científica "Interplanetary travels" foi publicada em 2000.
Schatz morreu em 1 de outubro de 2015, com 79 anos.

## Trabalhos
Schatz desempenhou um papel de liderança na elucidação da biogênese das mitocôndrias e na descoberta de DNA mitocondrial. Ele reconheceu que esse DNA codificava apenas um pequeno número de proteínas mitocondriais, o que foi decisivo para suas pesquisas adicionais sobre a importação de proteínas para as mitocôndrias e a degradação de proteínas dentro dessas organelas. Schatz descobriu um sistema de transporte complexo que reconhece proteínas mitocondriais produzidas no citoplasma por sinais específicos ligados a essas proteínas e depois as transfere para as mitocôndrias. Este sistema compreende dois complexos de proteínas, TOM e TIM, que estão localizados nas membranas mitocondrial externa e interna, respectivamente. Mutações nesses complexos podem interromper a importação de proteínas e causar doenças como a síndrome neurodegenerativa de Mohr-Tranebjaerg, que leva à surdez. Schatz também demonstrou que a protease Lon, que requer energia, regula a renovação das proteínas nas mitocôndrias, mantendo assim a integridade e o bom funcionamento do DNA mitocondrial. Gottfried Schatz é autor de mais de 200 publicações científicas, três volumes de ensaios, uma autobiografia e um romance. Seus livros foram publicados em inglês, francês, grego e tradução checa.

## Associações e prêmios honorários
- Prêmio Innitzer de 1967
- 1983 Emil Christian Hansen Medalha de Ouro, Fundação Carlsberg
- 1985 Membro honorário da Sociedade Bioquímica Japonesa
- 1986 Medalha Sir Hans Krebs, Federação das Sociedades Bioquímicas Europeias
- 1985 Membro, Academia Alemã de Ciências Leopoldina
- 1987 Membro estrangeiro, Academia Americana de Artes e Ciências
- 1988 Medalha Otto Warburg, Sociedade de Bioquímica e Biologia Molecular, Alemanha
- 1988 Membro, Academia Europaea
- 1989 Associado estrangeiro, Academia Nacional de Ciências dos EUA
- Prêmio Louis-Jeantet de Medicina de 1990[6]
- 1991 Cruz de Honra Austríaca para Ciência e Arte, 1ª classe
- Prêmio Marcel Benoist de 1992
- Medalha Schleiden de 1993, Academia Alemã de Leopoldina
- 1993 Associado estrangeiro, Academia Austríaca de Ciências
- 1994 Membro, Academia de Ciências e Artes da Renânia do Norte-Vestfália
- 1996 Doutorado Honorário, Universidade Comenius em Bratislava
- 1997 Lynen Medal, Universidade de Miami, EUA
- 1997 Membro estrangeiro, Academia Real Sueca de Ciências
- 1998 Prêmio Internacional da Fundação Gairdner, Toronto
- 1998 Membro estrangeiro, Academia Real Holandesa de Artes e Ciências[7]
- Grande Decoração de Honra em Prata por Serviços à República da Áustria, em 2000[8]
- 2000 Doutorado Honorário, Universidade de Estocolmo
- 2000 Medalha E.B. Wilson, Sociedade Americana de Biologia Celular
- Prêmio Feltrinelli 2004, Roma
- Prêmio Reinach de 2006
- Membro de 2008 da Associação Americana para o Avanço da Ciência
- Condecoração Austríaca de Ciência e Arte de 2009[8]
- Prêmio Europeu da Cultura em Ciência de 2009,[9] Fundação Europeia para a Cultura «Pro Europa»[10]
- 2010 Austríaca Internacional do Ano

## Livros para o público em geral
- Gottfried Schatz: Feuersucher: Die Jagd in the Geheimnis der Lebensenergie - NZZ Buchverlag, Zurique, 2011 - ISBN 3-03823-677-2
- Gottfried Schatz: A Matter of Wonder. What Biology Reveals about Us, Our World, and Our Dreams (traduzido por A. Shields). S. Karger AG, Basileia, 2011 - ISBN 978-3-8055-9744-9
- Gottfried Schatz: Jeff’s View on Science and Scientists, Elsevier BV/FEBS 2006 - ISBN 978-0-444-52133-0
- Gottfried Schatz: Jenseits der Gene. Essays über unser Wesen, unsere Welt und unsere Träume, NZZ Libro, 2012 (4. Aufl.) - ISBN 978-3-03823-780-8; Versão em áudio em CD: Kein & Aber, 2008 - ISBN 978-3-0369-1246-2
- Gottfried Schatz: Die Welt in der wir leben: Ein Biologe über unser Wesen, unsere Träume und den Grund der Dinge - Herder, 2010 - ISBN 3-451-05792-1 (vergriffen).
- Gottfried Schatz: Usuário: Die Jagd nach dem Geheimnis der Lebensenergie. NZZ Libro, Zurique 2011, ISBN 978-3-03823-677-1.
- Gottfried Schatz: Zaubergarten Biologie. Wie biologische Entdeckungen unser Menschenbild prägen. NZZ Libro, Zurique 2012, ISBN 978-3-03823-753-2
- Postdoc, Roman, Styria-Verlag, 2015, ISBN 978-3-222-13486-9